# Gi Kalweit
Georgeanne Kalweit, detta Gi (Minneapolis, 13 ottobre 1964), è una cantante e pittrice statunitense.
Studentessa di pittura, incisione e storia dell'arte all'Università del Minnesota, giunge per la prima volta in Italia nel 1986 per uno scambio estivo con l'Università degli Studi di Firenze. Consegue poi la laurea nel 1990 e ritorna in Italia, questa volta a Milano, iniziando a fare la cantante. Vive a Milano.

## Musica
È conosciuta al grande pubblico per essere stata la voce dei Delta V dal 2001 al 2004. Musicalmente ha lavorato anche con il gruppo funk Mo Stipiti Funk di Milano (1990-1995), inoltre si è dedicata al lounge-jazz con i Torch Porch di Los Angeles (1995-2000). 
Tra il 2009 ed il 2015 ha militato nel gruppo dei Kalweit and the Spokes con base a Milano, che ha dato alle stampe 2 album.
Dall'aprile 2015 si dedica al suo nuovo progetto: The Kalweit Project, formato con tre musicisti della provincia di Lecce (Giammarco Magno: basso, organo, elettronica, cori - Mattia Marino: batteria - Pierluigi Papadia: chitarra e cori), dove Georgeanne vive dal 2011. A Febbraio 2016 hanno registrato la pre-produzione del nuovo album.

### Discografia

#### Con i Delta V
- 2001 — Monaco '74
- 2004 — Le cose cambiano
- 2004 — La cura
- 2005 — Delta V Collection

#### Con Kalweit and the Spokes
- 2010 — Around the edges
- 2013 — Mulch

#### Con The Kalweit Project
- 2019 - Swiss Bikes

#### Collaborazioni
- 2003 - Lost and found, Ninfa (dall'album Top Sensation)
- 2005 - In altre parole, Jetlag (dall'album On The Air)
- 2005 - Road map, Catwalk (dall'album Thin rebellion)
- 2006 - Medusa cha cha cha, Vinicio Capossela (dall'album Ovunque proteggi)
- 2006 - Grandi giorni, Garbo (dall'album ''ConGarbo)
- 2007 - Ink e Hear us now, The Dining Rooms (dall'album Ink)
- 2007 - Turn around, L'Aura (album Demian)
- 2007 - Obscurity e The room, Dj Panda (dall'album Herculaneum)
- 2009 - Insonnia, Ottodix (dall'album Le Notti di Oz)
- 2009 - Tutta donna, Calibro 35

## Arte
La sua arte consiste in opere figurative ad olio e opere di tecnica mista, anche con materiale di recupero. Ha esposto a Milano, Firenze, Mantova, Parma, Stresa, Londra, Los Angeles e Minneapolis.

## Curiosità
- Nel 2007 ha lavorato all'audiolibro di favole Felici e cantanti.